# Evropská silnice E32
Evropská silnice E32 je evropskou silnicí 1. třídy. Celá se nachází v anglickém hrabství Essex, začíná odpojením ze silnice E30 v Colchesteru a končí v přístavu Harwich. Celá trasa měří 30 kilometrů a je tak jednou z vůbec nejkratších evropských silnic. Je vedena po silnici A120. 
Na území Spojeného království není E32 stejně jako ostatní evropské silnice nijak označena, v terénu tedy toto číslo není používáno, vyskytuje se pouze na mapách.

## Trasa
- Spojené království
  -  Anglie
    - Colchester (E30) – Harwich